# Fosfato ferrico
Il fosfato ferrico, FePO4, è il sale di ferro (III) dell'acido fosforico.
Si conoscono molti materiali correlati, inclusi quattro polimorfi di formula FePO4 e due polimorfi della forma di-idrata FePO4·(H2O)2. Questi materiali si trovano nel regno minerale e sono utilizzati in svariate applicazioni.
A temperatura ambiente si presenta come un solido giallo-bruno inodore.
Viene utilizzato in miscele polimeriche come antibatterico.

## Struttura
La forma più comune del FePO4 adotta la struttura del quarzo-α e in questo caso il P e il Fe hanno geometria molecolare tetraedrica. A pressioni elevate si ha un cambio di fase verso una struttura più densa con il Fe al centro di un ottaedro. Sono note anche due strutture ortorombiche e una monoclina.

Nei due polimorfi della forma di-idrata, il Fe è al centro di un ottaedro con le due molecole d'acqua ligandi  in posizione mutualmente cis.

## Utilizzo
Il fosfato ferrico è uno dei pochi molluschicidi approvati dalla Commissione europea in agricoltura biologica, in quanto, al contrario della vecchia metaldeide, il fitofarmaco impiegato nella lotta alle lumache, non è tossico per gli animali domestici o selvatici.
Viene utilizzato nella produzione di acciaio e dei metalli ferrosi perché una volta che si è legato alla superficie del metallo, il fosfato ferrico previene un'ulteriore ossidazione del metallo stesso. La sua presenza è in parte responsabile per la resistenza alla corrosione della colonna di ferro di Delhi.
I rivestimenti di fosfato ferrico vengono utilizzati come rivestimento base nelle vernici per aumentare l'adesione al substrato ferroso; viene spesso utilizzato anche come antiruggine. Trova impiego anche per migliorare l'adesione di tessuti, legno e altri materiali a queste superfici. I rivestimenti protettivi di fosfato ferrico sono di solito applicati durante il processo di verniciatura liquida o a polveri.

## Aspetti legislativi
Il fosfato ferrico non è ammesso come additivo alimentare nell'Unione Europea. Nel 2007 è infatti stato ritirato dalla lista delle sostanze ammesse nella direttiva 2002/46/EC.